# United Front Games
United Front Games — канадская частная компания со штаб квартирой в Ванкувере, занимавшаяся разработкой компьютерных игр. В United Front Games работали сотрудники ранее работавшие в EA Black Box, Rockstar Vancouver, Radical Entertainment и Volition, Inc., занимавшиеся разработкой компьютерных игр с открытым миром. 17 октября 2016 года компания была закрыта.

## История
United Front Games была создана в 2007 году. Первой игрой разработанной компанией стала ModNation Racers, представляющая собой гонки на картах, но ориентированная на контент созданный самими игроками. Разработка игры была начата в 2008 году, а выпущена в мае 2010 на PlayStation 3 и PlayStation Portable. Разработкой версии для PlayStation Portable занималась SCE San Diego Studio, а издателем обеих версий игры выступила Sony Computer Entertainment.
14 августа 2012 года была выпущена следующая игра разработанная компанией — Sleeping Dogs (ранее известная под названием True Crime: Hong Kong), которая является идейным продолжением серии True Crime. В ноябре 2012 состоялся релиз совместного проекта United Front Games и Media Molecule — LittleBigPlanet Karting.
17 октября 2016 года студия объявила о закрытии.

## Список разработанных игр
| Название                                   | Год выпуска | Платформа                                                        | Оценка Metacritic                           |
| ------------------------------------------ | ----------- | ---------------------------------------------------------------- | ------------------------------------------- |
| ModNation Racers                           | 2010        | PlayStation 3                                                    | 82/100                                      |
| Sleeping Dogs                              | 2012        | PlayStation 3, Xbox 360, Windows                                 | 83/100 (PS3), 81/100 (ПК) 80/100 (Xbox 360) |
| LittleBigPlanet Karting                    | 2012        | PlayStation 3                                                    | 73/100                                      |
| Tomb Raider: Definitive Edition            | 2014        | Xbox One                                                         | 86/100                                      |
| Halo: The Master Chief Collection          | 2014        | Xbox One                                                         | 85/100                                      |
| Disney Infinity 3.0 — Marvel Battlegrounds | 2016        | PlayStation 3, PlayStation 4, Windows, Wii U, Xbox 360, Xbox One | 80/100                                      |
| Triad Wars                                 | Отменена    | Windows                                                          | —                                           |
| Smash + Grab                               | Отменена    | Windows                                                          | —                                           |